# Sven Hansson
Pour les articles homonymes, voir Hansson.
Sven Hansson (1912-1971) est un ancien fondeur suédois.

## Championnats du monde
- Championnats du monde de ski nordique 1938 à Lahti 
  -  Médaille de bronze en relais 4 × 10 km